# 東馬里昂 (紐約州)
東馬里昂（英語：East Marion）是位於美國紐約州薩福克縣的普查規定居民點。

## 人口
根據2020年美國人口普查的數據，東馬里昂的面積為9.53平方千米，當中陸地面積為5.80平方千米，而水域面積為3.73平方千米。當地共有人口1048人，而人口密度為每平方千米109.97人。